# Michael Scheuer
Michael F. Scheuer (* 1952) war bis 2004 ein Mitarbeiter der CIA. Während seiner 22-jährigen Dienstzeit befasste er sich mit unterschiedlichen Aspekten des Mittleren Ostens.

## Leben
Scheuer leitete von 1995 bis 1999 die Einheit, die den Terroristen Osama bin Laden jagte – die Alec Station; nach den Terroranschlägen vom 11. September 2001 fungierte er als ihr Berater.
Nachdem Scheuer die CIA verlassen hatte, war er für die Nachrichtengesellschaft CBS News und die The Jamestown Foundation journalistisch tätig.
Er ist Autor zweier zuerst anonym erschienener Bücher (Imperial Hubris: Why the West is Losing the War on Terror; Through Our Enemies' Eyes: Osama bin Laden, Radical Islam, and the Future of America), die sich mit dem US-amerikanischen Krieg gegen den Terror und dem durch Osama bin Laden personifizierten Konflikt zwischen dem Westen und dem Islam befassen.
In den Büchern kritisiert Scheuer die offizielle Sichtweise westlicher Regierungen, die den Konflikt als einen Wertekonflikt darstellt. Scheuer beschreibt den Konflikt aus Sicht des Islam, was ihm nach Ansicht Osama bin Ladens gelingt.
Heute lehrt Scheuer an der Georgetown University in Washington, schreibt Bücher und ist Sicherheitsexperte für verschiedene Fernsehsender.
Zu Beginn des Jahres 2012 gab Scheuer seine Unterstützung für den republikanischen Präsidentschaftskandidaten Ron Paul bekannt und verwies dabei auf dessen außenpolitische Ansichten.

## Werke
- Through Our Enemies’ Eyes: Osama Bin Laden, Radical Islam, and the Future of America. Brassey’s, 2003, ISBN 1-57488-553-7
- Imperial Hubris: Why the West Is Losing the War on Terror. Free Press, 2007, ISBN 978-1-59797-159-1
- Marching Toward Hell: America and Islam After Iraq. Free Press, 2009, ISBN 978-0-7432-9971-8
- Osama Bin Laden. Oxford University Press, 2011, ISBN 978-0-19-973866-3